# تایتان‌های نوجوان (مجموعه تلویزیونی)

تایتان های نوجوان از چپ به راست: سایبورگ ، رابین ، بیست بوی ، استار فایر و ریون

تایتان‌های نوجوان (به انگلیسی: Teen Titans) مجموعه تلویزیونی انیمیشنی آمریکایی بر اساس دی‌سی کامیکس تهیه شده است، درباره تیم ابرقهرمان به همین نام است. اولین بار در ۱۹ ژوئیه ۲۰۰۳ از شبکه کارتون پخش شد و دو فصل اول آن نیز از شبکه WB کودکان پخش شد. در ابتدا فقط چهار فصل برنامه ریزی شده بود ، اما محبوبیت سریال باعث شد تا کارتون نت ورک فصل پنجم را سفارش دهد. بعداً یک فیلم تلویزیونی با عنوان تایتان های نوجوان : مشکلی در توکیو دنبال شد که برای اولین بار در ۱۵ سپتامبر ۲۰۰۶ به نمایش درآمد.
تایتان های نوجوان به یکی از سریالهای محبوب کارتون نت ورک تبدیل شد که به دلیل پیشرفت شخصیت و مضامین جدی مشهور بود ، هرچند این شوخ طبعی مورد انتقاد قرار گرفت. در طول اجرای خود ، این مجموعه نامزد سه جایزه آنی و یک جایزه Motion Picture Sound Editors بود. رسانه های اسپین آف شامل کمیک ، انتشار DVD ، بازی های ویدیویی ، آلبوم موسیقی و اسباب بازی های کلکسیونی بودند. تکراری در کانال خواهر انیمیشن یکپارچه سازی با سیستم عامل شبکه کارتون پخش بومرنگتا ژوئن 1، 2014.  در سال 2013، نشان می دهد این انیمیشن باعث یک اسپین آف، با عنوان تایتان های نوجوان به پیش شد.

## تمامی سینمایی ها و سریال ها از این مجموعه
انیمیشن سریالی تایتان های نوجوان محصول سال 2003-2006
انیمیشن سینمایی تایتان های نوجوان : مشکلی در توکیومحصول سال 2006
انیمیشن سریالی تایتان های نوجوان به پیش محصول سال 2013-2021
انیمیشن سینمایی تایتان های نوجوان پیش به سوی سینمامحصول سال 2018
انیمیشن سینمایی تایتان های نوجوان در برابر تایتان های نوجوان به پیش محصول سال 2018